# Marvin Leonard Goldberger
Marvin „Murph“ Leonard Goldberger (* 22. Oktober 1922 in Chicago, Illinois; † 26. November 2014 in La Jolla, Kalifornien) war ein US-amerikanischer theoretischer Physiker und Präsident des California Institute of Technology.

## Leben
Goldberger studierte am Carnegie Institute of Technology Physik, wo er 1943 mit dem Bachelor abschloss. 1948 promovierte er an der Universität Chicago bei Enrico Fermi über die Streuung von Neutronen hoher Energie an schweren Kernen. (Seine Expertise in der quantenmechanischen Streutheorie brachte er 1964 in einem bekannten Lehrbuch mit Kenneth Watson ein). 1948/49 war er am Radiation Laboratory der University of California, Berkeley und 1949/50 Forscher am Massachusetts Institute of Technology, bevor er 1950 Assistant Professor an der Universität Chicago wurde. In den 1950er Jahren war er einer der Pioniere für den Dispersionsrelations-Zugang zur Elementarteilchenphysik. 1958 führte er damit mit Sam Treiman die Goldberger-Treiman Relationen zwischen Kopplungs- und Zerfallskonstanten (sowohl der starken als auch der schwachen Wechselwirkung)  und Massen für den schwachen Zerfall des Pions ein, die später zur Entdeckung von PCAC (partially conserved axial vector current) und chiraler Symmetrie der starken Wechselwirkung beitrugen. Von 1957 bis 1977 war er Professor für Physik an der Princeton University. 1970 bis 1976 war er dort Vorstand der Physik-Fakultät und 1977 bis 1978 Joseph Henry Professor of Physics. 1978 bis 1987 war er Präsident des Caltech in Pasadena und danach bis 1991 Direktor des Institute for Advanced Study in Princeton. 1991–1993 war er Professor an der University of California, Los Angeles und 1994 bis 2007 Dekan der Naturwissenschaftlichen Fakultät an der University of California, San Diego, wo er ab 2000 Professor für Physik war.
Daneben war er aktiv in Rüstungskontroll-Initiativen, unter anderem 1987 bis 1993 als Vorstand des Committee on International Security and Arms Control der National Academy of Sciences. Er war Mitglied der JASON Defense Advisory Group, einer Vereinigung von jüngeren Wissenschaftlern der Nach-Los-Alamos-Generation, und war zwölf Jahre lang im Aufsichtsrat von General Motors.
1961 erhielt er den Dannie-Heineman-Preis für mathematische Physik. Er war seit 1963 Mitglied der National Academy of Sciences der USA, 1965 wurde er in die American Academy of Arts and Sciences gewählt. Seit 1980 war er Mitglied der American Philosophical Society. Der Asteroid des inneren Hauptgürtels (3101) Goldberger ist nach ihm benannt.